# Stranded (Agnes sång)
Stranded är en låt med den svenska idol-vinnaren Agnes Carlsson. Det är hennes andra singel i ordningen från hennes debutalbum Agnes från år 2006. Som bäst gick låten upp på plats 27 på Sverigetopplistan.
Låten är skriven av Pelle Ankarberg, Karima Holm, Niclas Molinder och Joacim Persson.